# Charles Pyne
Charles Pyne (6 de abril de 1981) es un deportista jamaicano que compitió en bádminton, en la modalidad individual, dobles y dobles mixto. Ganó tres medallas de bronce en los Juegos Panamericanos, en los años 2003 y 2011.

## Palmarés internacional
| Juegos Panamericanos | Juegos Panamericanos            | Juegos Panamericanos | Juegos Panamericanos |
| Año                  | Lugar                           | Medalla              | Prueba               |
| -------------------- | ------------------------------- | -------------------- | -------------------- |
| 2003                 | Santo Domingo (Rep. Dominicana) | Medalla de bronce    | Dobles               |
| 2003                 | Santo Domingo (Rep. Dominicana) | Medalla de bronce    | Dobles mixto         |
| 2011                 | Guadalajara (México)            | Medalla de bronce    | Individual           |